# Dink (distrikt)
Dink (bulgariska: Динк) är ett distrikt i Bulgarien.   Det ligger i kommunen obsjtina Maritsa och regionen Plovdiv, i den centrala delen av landet, 130 km öster om huvudstaden Sofia.
Trakten runt Dink består till största delen av jordbruksmark. Runt Dink är det ganska tätbefolkat, med 83 invånare per kvadratkilometer.